# Comuna Cemerînți, Peremîșleanî
Cemerînți (în ucraineană Чемеринці) este o comună în raionul Peremîșleanî, regiunea Liov, Ucraina, formată din satele Cemerînți (reședința), Huralnea, Kucerivka și Kuzubatîțea.

## Demografie
Componența lingvistică a comunei Cemerînți
     Ucraineană (100%)
Conform recensământului din 2001, toată populația comunei Cemerînți era vorbitoare de ucraineană (100%).